# 2014 en jeu vidéo
| Années du jeu vidéo : 2011 - 2012 - 2013 - 2014 - 2015 - 2016 - 2017    |
| Décennies du jeu vidéo : 1980 - 1990 - 2000 - 2010 - 2020 - 2030 - 2040 |

Cet article présente les faits marquants de l'année 2014 concernant le jeu vidéo.

## Événements
- 7 janvier : La Chine annonce avoir signé la suspension temporaire de l'interdiction pour des constructeurs étrangers de vendre leurs consoles de jeux vidéo sur son territoire[1].
- 22 février : Sortie de la PlayStation 4 au Japon.
- 20 mai : Arrêt de la CWF nintendo de Nintendo.
- 10 juin :  Nintendo annonce officiellement à l'E3 lors du Nintendo Digital Event, les amiibo.
- 4 septembre : Sortie de la Xbox One au Japon.
- 15 septembre : Annonce du rachat de Mojang Studios (développeur de Minecraft) par Microsoft, pour 2,5 milliards de dollars[2].
- 11 octobre : Sorties des nouvelles consoles portables de Nintendo, la New Nintendo 3DS et la New Nintendo 3DS XL, au Japon.

### Salons et manifestations
- 12 mars : 10e cérémonie des British Academy Video Games Awards à Londres
- 17 mars - 21 mars : Game Developers Conference 2014 à San Francisco
- 28 mars - 30 mars : Rezzed 2014 à Birmingham
- 8 avril - 13 avril : Games Week Berlin à Berlin
- 11 avril - 13 avril : PAX East 2014 à Boston
- 12 avril - 13 avril : Midwest Gaming Classic 2014 à Brookfield
- 10 juin - 12 juin : Electronic Entertainment Expo 2014 à Los Angeles
- 14 juin - 17 juin : DreamHack Summer à Jönköping
- 30 juin - 7 septembre : VideoGame Story à Paris
- 2 juillet - 6 juillet : Japan Expo à Paris
- 17 juillet - 20 juillet : QuakeCon 2014 à Dallas
- 24 juillet - 27 juillet : ComicCon 2014 à San Diego
- 26 juillet : finales des Nation Wars 2 au Trianon de Paris
- 13 août - 17 août : gamescom à Cologne
- 18 septembre - 21 septembre : Tokyo Game Show à Tokyo
- 25 septembre - 28 septembre : EGX London 2014 à Londres
- 2 octobre - 5 octobre : GIGACON 2014 à Oslo
- 11 octobre - 12 octobre : Play Expo 2014 à Manchester
- 11 octobre - 12 octobre : FirstLook 2014 à Utrecht
- 17 octobre - 19 octobre : Madrid Games Week à Madrid
- 24 octobre - 26 octobre : Milan Games Week à Milan
- 29 octobre - 2 novembre : Paris Games Week à Paris
- 31 octobre - 2 novembre : PAX Australia 2014 à Melbourne
- 7 et 8 novembre : BlizzCon à Anaheim en Californie aux États-Unis
- 8 novembre - 9 novembre : Japan Touch à Lyon
- 27 novembre - 30 novembre : DreamHack Winter à Jönköping
- 6 décembre - 7 décembre : PlayStation Experience à Las Vegas

## Jeux notables
Principaux jeux sortis en 2014 :
- Ace Combat Infinity (PS3)
- Alien: Isolation (PS3, Xbox 360, Xbox One, PS4, PC)
- Assassin's Creed: Rogue (PS3, Xbox 360)
- Assassin's Creed Unity (PS4, Xbox One, PC)
- Bayonetta 2 (Wii U)
- Castlevania: Lords of Shadow 2 (PS3, Xbox 360)
- Call of Duty: Advanced Warfare (PS3, Xbox 360, Xbox One, PS4, PC)
- Child of Light (PC, PS3, PS4, PlayStation Vita, Xbox 360, Xbox One, Wii U)
- Civilization: Beyond Earth (PC)
- Dark Souls II (PS3, Xbox 360)
- Destiny (PS3, PS4, Xbox 360, Xbox One)
- Digimon All-Star Rumble (PS3, Xbox 360)
- Divinity: Original Sin (PC)
- Donkey Kong Country: Tropical Freeze (Wii U)
- Dragon Age: Inquisition (PS3, PS4, Xbox 360, Xbox One, PC)
- Dragon Ball Z: Battle of Z (PS3, PlayStation Vita, Xbox 360)
- DriveClub (PS4)
- Far Cry 4 (PS3, PS4, Xbox 360, Xbox One, PC)
- FIFA 15 (PS4, Xbox One, PS3, Xbox 360, PC, 3DS, PS Vita, Wii)
- Forza Horizon 2 (Xbox 360, Xbox One)
- Freedom Wars (PlayStation Vita)
- Guilty Gear Xrd (Arcade, PS3, PS4)
- Hyrule Warriors (Wii U)
- InFamous: Second Son (PS4)
- Just Dance 2015
- Kingdom Hearts HD 2.5 ReMIX (PS3)
- Les Sims 4 (PC)
- Lightning Returns: Final Fantasy XIII (PS3, Xbox 360)
- Mario Golf: World Tour (Nintendo 3DS)
- Mario Kart 8 (Wii U)
- Mario Party: Island Tour (Nintendo 3DS)
- Metal Gear Solid V: Ground Zeroes (PS3, PS4, Xbox 360, Xbox One)
- Murdered: Soul Suspect (PS3, Xbox 360, PC)
- Persona Q: Shadow of the Labyrinth (Nintendo 3DS)
- Plants vs. Zombies: Garden Warfare (Xbox 360, Xbox One, PC, PS3, PS4)
- Pokémon Rubis Oméga et Saphir Alpha  (Nintendo 3DS)
- Pro Evolution Soccer 2015 (PS4, Xbox One, PS3, Xbox 360, PC)
- Soldats Inconnus : Mémoires de la Grande Guerre (PS3, PS4, Xbox 360, Xbox One, PC)
- Sonic Boom (Nintendo 3DS, Wii U)
- South Park : Le Bâton de la vérité (PS3, Xbox 360, PC)
- Sunset Overdrive (Xbox One)
- Super Smash Bros. for Nintendo 3DS / for Wii U (Nintendo 3DS, Wii U)
- The Crew (PS4, Xbox One, PC)
- The Elder Scrolls Online (PC, Mac, PS4, Xbox One)
- The Evil Within (PS3, PS4, Xbox 360, Xbox One, PC)
- Thief (PS3, PS4, Xbox 360, Xbox One, PC)
- Titanfall (Xbox One, Xbox 360, PC)
- Tomodachi Life (Nintendo 3DS)
- Trials Fusion (PS4, Xbox One, PC)
- Warlords of Draenor (PC, OS X, Windows)
- Wasteland 2 (OS X, Linux Windows)
- Watch Dogs (PS3, PS4, Xbox 360, Xbox One, PC, Wii U)
- Wolfenstein: The New Order (PS3, PS4, Xbox 360, Xbox One, PC)
- Yaiba: Ninja Gaiden Z (PS3, Xbox 360)
- Yoshi's New Island (Nintendo 3DS)

## Meilleures ventes

### En France
Le SELL annonce une hausse de 3 % du chiffre d'affaires du marché du jeu vidéo en France pour l'année 2014, s'établissant à 2,7 milliards d'euros. Le territoire français compte 1,74 million de consoles de salon vendues, comprenant 1,381 million de consoles de huitième génération (Wii U, Xbox One, PS4) et 359 000 consoles de septième génération, ainsi que 916 000 consoles portables écoulées (848 000 Nintendo 3DS et PS Vita, et 68 000 Nintendo DS et PSP).
En 2014 le jeu vidéo est le seul secteur culturel en croissance en France, FIFA 15 est par ailleurs le produit culturel le plus vendu selon le SELL et l'institut GfK.
Les 10 jeux les plus vendus en volume (copies physiques uniquement)
| Classement | Titre                               | Éditeur              | Unités vendues |
| 1          | FIFA 15                             | Electronic Arts      | 1 292 290      |
| 2          | Call of Duty: Advanced Warfare      | Activision           | 909 784        |
| 3          | Grand Theft Auto V                  | Take-Two Interactive | 593 073        |
| 4          | Watch Dogs                          | Ubisoft              | 574 779        |
| 5          | Pokémon Rubis Oméga et Saphir Alpha | Nintendo             | 447 136        |
| 6          | FIFA 14                             | Electronic Arts      | 446 178        |
| 7          | Minecraft                           | Microsoft            | 425 845        |
| 8          | Tomodachi Life                      | Nintendo             | 397 357        |
| 9          | Call of Duty: Ghosts                | Activision           | 377 393        |
| 10         | Assassin's Creed Unity              | Ubisoft              | 362 237        |

Les 10 jeux les plus vendus en valeur (copies physiques uniquement)
| Classement | Titre                               | Éditeur              | Chiffre d'affaires en euro |
| 1          | FIFA 15                             | Electronic Arts      | 74 860 000                 |
| 2          | Call of Duty: Advanced Warfare      | Activision           | 53 756 000                 |
| 3          | Watch Dogs                          | Ubisoft              | 36 459 000                 |
| 4          | Grand Theft Auto V                  | Take-Two Interactive | 31 547 000                 |
| 5          | FIFA 14                             | Electronic Arts      | 23 688 000                 |
| 6          | Assassin's Creed Unity              | Ubisoft              | 22 790 000                 |
| 7          | Destiny                             | Activision           | 21 330 000                 |
| 8          | Far Cry 4                           | Ubisoft              | 20 941 000                 |
| 9          | Pokémon Rubis Oméga et Saphir Alpha | Nintendo             | 17 576 000                 |
| 10         | Call of Duty: Ghosts                | Activision           | 15 208 000                 |